# Cleome oxalidea
Cleome oxalidea — це однорічна рослина з родини Cleomaceae, що зустрічається в західній Австралії.

## Загальні відомості
Рослина має форму розетки і зазвичай досягає висоти від 5 до 30 см. Цвіте з січня по вересень, утворюючи синьо-рожево-фіолетові квіти.
Росте рослина в кам'янистих піщано-суглинистих алювіях, у західній Австралії.
Вид використовує C4-фотосинтез. Шлях C4 у цього виду розвинувся незалежно від двох інших видів C. angustifolia та C. gynandra. 